# Sonda (Estonia)
Sonda es un municipio del condado de Ida-Viru situado en la parte occidental de Estonia, con una superficie de 161 km². Queda ubicado entre Aseri y Viru-Nigula al norte, en Lääne-Viru, Kiviõli al este, Tudu al sur y Rakvere al oeste.

## Organización territorial
Sonda se divide en varios pueblos o aldeas. Entre los más importantes se encuentran Erra, Koljala, Blunt, Satsu, Uljaste, Vain y Varinurne.

## Geografía

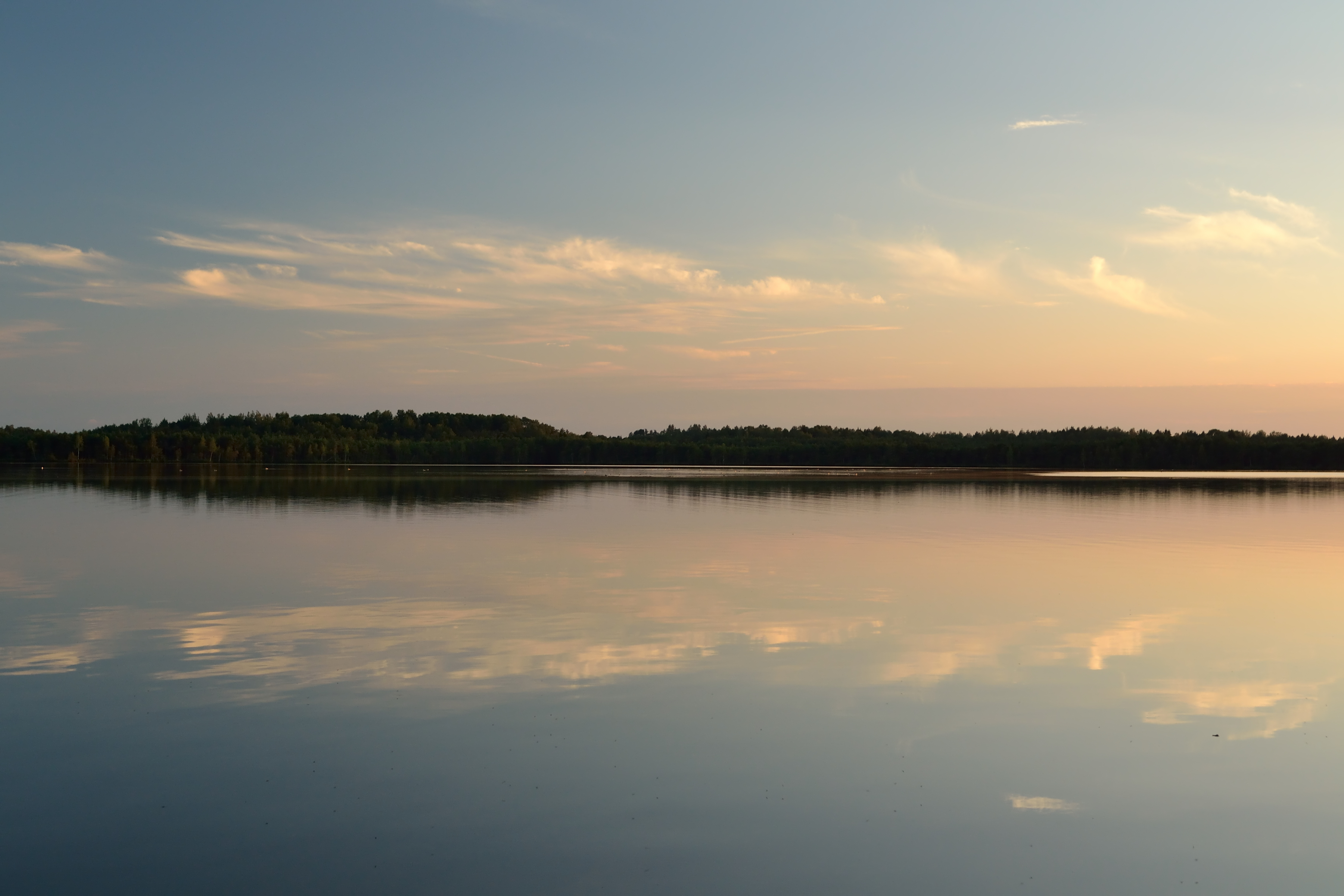
Vista del lago Uljaste al oeste de Sonda

La mayor parte del territorio se encuentra en Kiviõli. Prevalecen las zonas boscosas bajas y marismas. La parte occidental linda con el lago Uljaste.

## Infraestructura

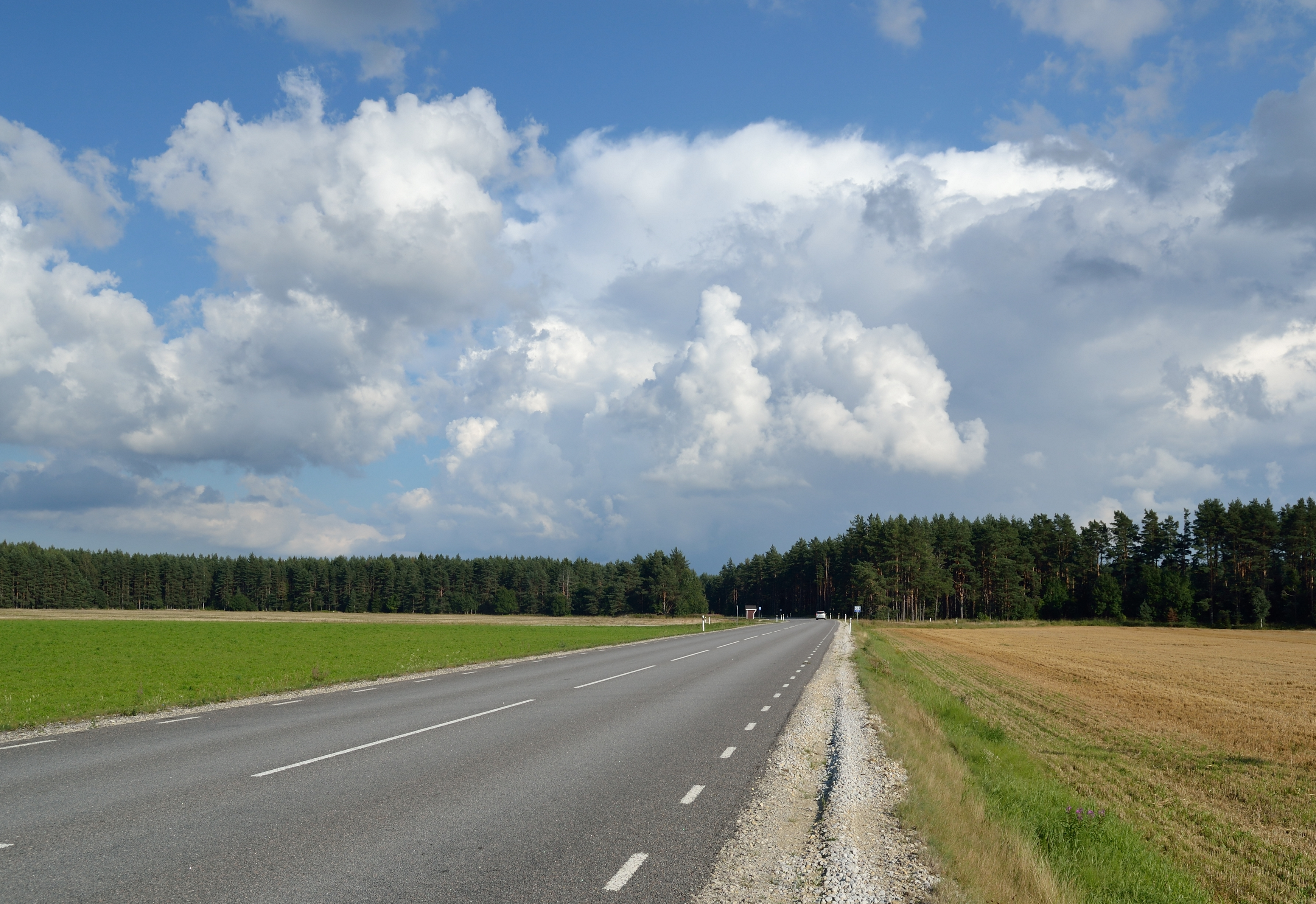
Carretera principal a su paso por Sonda

Sonda dispone de una estación de ferrocarril comunicándose directamente con Tallin hacia occidente y Narva hacia oriente. La carretera Hide-Kiviõli Rakvere une a Sonda con el centro de la provincia, a 40 km aproximadamente.

## Demografía
Sonda tiene una población de 1399 habitantes con un núcleo urbano de 821 habitantes.

## Cultura
Sonda dispone prioritariamente de actividades relacionadas con la silvicultura, la industria de la madera, y la producción agrícola, motivo por el que muchas de las empresas más importantes se ubican en el municipio.
Las opciones recreativas son proporcionadas bajo la Conservación de la Naturaleza y el lago Uljaste.